# Моторное топливо
Моторное топливо — это вид топлива, который используется для привода двигателей внутреннего сгорания, которые применяются в автомобилях, грузовиках, самолетах и других транспортных средствах. Это специальные виды топлива, созданные для обеспечения работоспособности двигателей и обеспечения энергией для их работы.
Моторное топливо представляет собой специально разработанные смеси, которые обеспечивают эффективное и безопасное сгорание внутри двигателя, что приводит к обеспечению силы и энергии для движения транспортного средства.

## Виды моторного топлива
Существуют традиционные и альтернативные виды моторного топлива.
К традиционным видам моторного топлива относятся следующие:
1. Бензин. Это один из наиболее распространенных видов моторного топлива, обычно используемый в двигателях внутреннего сгорания.[1] Может быть различных октановых чисел, в зависимости от требуемой производительностью и типом двигателя.
2. Дизельное топливо. Является одним из наиболее востребованных продуктов нефтепереработки. Оно имеет более доступную цену по сравнению с бензином, а также обладает более низким средним расходом в дизельных двигателях на 25-30% по сравнению с карбюраторными.[2] Высокая надежность и экономичность дизельных двигателей подтверждают необходимость их широкого использования, что приводит к огромному спросу на дизельное топливо на мировом рынке, измеряемому миллионами тонн ежегодно.

Среди альтернативных видов моторного топлива можно выделить следующие:
1. Биотопливо. Получается из органических источников, таких как растения или альтернативные биомассы. Может быть использовано как замена для традиционных видов топлива, с целью снижения воздействия на окружающую среду.[3]
2. Электричество. Электрические автомобили используют электрическую энергию для привода двигателей, что позволяет избежать выбросов отработанных газов и других загрязнений, связанных с традиционными видами топлива.
3. Водород. Водородные топливные элементы используют водород как источник энергии, преобразуя его в электрическую энергию для привода двигателей. Это может быть более экологически чистым вариантом, поскольку его единственным "отходом" является вода.[4]
4. Этанол. Этанол, производимый из растительных источников, таких как кукуруза или сахарный тростник, может использоваться в качестве альтернативы бензину и имеет меньший вредный экологический след.[5]
5. Метан (природный газ). Применяется в газомоторных автомобилях и другой специальной технике, а также как альтернатива традиционным видам топлива, таким как бензин или дизельное топливо.[6]

## Влияние видов моторного топлива на окружающую среду
Сгорание нефтепродуктов порождает вещества, которые являются основными загрязнителями атмосферы:
1. Диоксид углерода (CO2) является парниковым газом, увеличение его концентрации воздуха увеличивает риск глобального потепления за счет нарушения теплообмена.
2. Оксид углерода (CO) обладает токсическим воздействием на организмы.
3. Оксид серы вызывает раздражение дыхательных путей и способствует образованию кислотных дождей.
4. Оксиды азота (NOx) вызывают раздражение дыхательных органов, способствуют образованию кислотных дождей и смога, разрушают озоновый слой.
5. Несгоревшие углеводороды обладают канцерогенным действием, способствуют парниковому эффекту, образованию озона и смога.
6. Озон участвует в формировании смога и оказывает токсическое воздействие на растительный и животный мир.
7. Альдегиды вызывают раздражение организма и способствуют образованию смога.
8. Соединения свинца и других металлов оказывают токсическое воздействие на растительный и животный мир, нарушая баланс микроэлементов в воде и почве.
9. Твердые частицы и сажа обладают канцерогенным действием, способствуют образованию смога и кислотных дождей, ухудшают прозрачность атмосферы.

При сжигании природного газа происходит значительное сокращение выбросов вредных веществ, таких как оксид углерода, диоксид углерода и оксиды азота, а также уменьшается образование сажи. Использование сжиженного природного газа (СПГ) вместо традиционных видов топлива значительно снижает выбросы в атмосферу: оксидов серы (SOx) на 100%, оксидов азота (NOx) на 76%, углекислого газа (CO2) на 27%, и низкодисперсных частиц на 100%.
Альтернативные виды топлива для транспорта, такие как метанол, могут стать важным решением для борьбы с глобальным потеплением и загрязнением воздуха в отраслях и регионах, где электрификация силовой установки представляется сложной, например, в судоходном секторе. Потенциал сокращения выбросов парниковых газов от использования возобновляемого метанола довольно высок, а физические свойства метанола способствуют чистому и эффективному сгоранию. Поэтому операционные производственные мощности должны быть существенно усилены, чтобы получить ощутимый эффект замещения ископаемого энергоносителя в будущем. Для производства возобновляемого метанола можно использовать широкий спектр ресурсов, начиная от био- и отходных потоков до возобновляемого водорода и циркулярного СО2.

## Влияние видов моторного топлива на здоровье
Влияние различных видов моторного топлива на здоровье может быть значительным, поскольку выбросы и отходы от сгорания топлива могут иметь различные последствия для окружающей среды и здоровья людей.
Выбросы от сгорания бензина и дизельного топлива содержат вредные вещества, такие как углеводороды, оксиды азота и твердые частицы, которые могут способствовать загрязнению воздуха и ухудшению качества воздуха в городах, что в свою очередь может вызывать проблемы с дыханием, аллергии и другие заболевания.
В то же время, альтернативные виды топлива оказывают меньшее воздействие на здоровье человека. Так, сгорание метана, в целом, производит меньше выбросов углекислого газа по сравнению с бензином и дизельным топливом, что может оказать положительное влияние на качество воздуха и здоровье дыхательных путей.
Кроме того, электрические автомобили, не использующие традиционные виды топлива, не производят выбросов от сгорания, что способствует сокращению загрязнения окружающей среды и снижению воздействия на здоровье людей.
Биотопливо производится из органических материалов, его использование может способствовать сокращению выбросов парниковых газов и других загрязнений, что может сказаться на улучшении качества воздуха и здоровья горожан.

## Перспективы использования
В мире существует более 17 миллионов автомобилей, которые работают на газе в качестве топлива. По данным первых пяти развивающихся стран, где половина всех таких автомобилей находится, эти страны включают Пакистан, Иран, Аргентину, Бразилию и Индию. В этих странах газ используется в качестве замены дорогого топлива, и количество таких автомобилей там достигает 2-3 миллионов.
| Страна    | Количество машин (миллионов штук) | Потребление газа (миллионов куб. м в год) | Машин на одну газовую заправку |
| --------- | --------------------------------- | ----------------------------------------- | ------------------------------ |
| Иран      | 3,3                               | 5760                                      | 1684                           |
| Пакистан  | 3,1                               | 2949                                      | 931                            |
| Аргентина | 2,2                               | 2773                                      | 1132                           |
| Бразилия  | 1,7                               | 1959                                      | 963                            |
| Индия     | 1,5                               | 1958                                      | 2072                           |
| Россия    | 0,09                              | 388                                       | 344                            |

В части перспектив развития наиболее часто встречаются исследования, посвященные природному газу. Это происходит в первую очередь потому что природный газ  — самый широко используемый ресурс в области производства энергии в Российской Федерации. Например, из общего объема производимой электроэнергии 60,7 % генерируется на тепловых электростанциях (ТЭС), в том числе 47,8% производится на газовых станциях. Атомные электростанции (АЭС) производят 19,7 % электроэнергии, гидроэлектростанции (ГЭС) – 19,1 %, а другие варианты, обычно относящиеся к зеленой энергетике, составляют менее 0,5 %. Более 70 % производимого водорода получается путем паровой конверсии метана.
Несмотря на оптимистичные прогнозы относительно будущих перспектив рынка СПГ в России, важно отметить, что возникновение спроса будет зависеть от того, как будет развиваться сеть заправочных станций и увеличится ли количество автомобилей на СПГ в стране.  Здесь существуют некоторые подвижки. Так, в 2023 году В рамках XII Петербургского международного газового форума было подписано Соглашение о сотрудничестве для масштабного внедрения автомобильной техники, использующей экологически и экономически более привлекательное моторное топливо - природный газ. Развивается инфраструктура заправок со стороны «Лукойл», «Роснефть», «Газпром» («Газпром газомоторное топливо»).
Существует также перспектива применения биотоплива, в частности, рапсового масла. Биотопливо, как альтернативный вид топлива, широко применяется в США, Бразилии и странах Евросоюза. Наиболее распространено биотопливо растительного происхождения, изготовленное на основе рапсового масла.
Водород иногда называют топливом будущего. Водород в качестве топлива уже используют Beijing SinoHytec, Wystrach.  Международное энергетическое агентство (МЭА) прогнозирует, что доля водородного топлива в транспортной отрасли составит 25% к концу XXI века.